# 駐汶萊臺北經濟文化辦事處
駐汶萊臺北經濟文化辦事處，亦稱駐汶萊代表處，是中華民國政府派駐汶萊達魯薩蘭國的代表機構。
辦事處負責推動臺灣與汶萊之間的經貿投資、教育文化、科技交流與觀光旅遊等各層面的雙邊關係，以及辦理護照、簽證與文件證明等领事相關事務，並提供僑民服務與旅外國人急難救助，功能等同邦交國的大使館。
汶萊政府派駐臺灣的代表機構則是駐臺汶萊貿易旅遊代表處（Brunei Darussalam Trade and Tourism Office in Taipei）。

## 歷史[10]
1978年9月27日，在首都斯里巴卡旺設立駐汶萊遠東貿易文化中心（Far East Trade and Cultural Center, B. S. Begawan, Brunei Darussalam）。
1996年7月1日，更名為駐汶萊臺北經濟文化辦事處。
2006年3月17日，辦事處暫停運作。
2007年3月1日，重新掛牌運作，並全面恢復辦理各項領事與僑務等事務。

## 外部連結
- 駐汶萊臺北經濟文化辦事處的Facebook、Twitter